# Meenzer Drecksäck
Die Meenzer Drecksäck e. V. verstehen sich als alternativer Mainzer Fastnachtverein. Prominentestes Mitglied ist der Grünen-Politiker Günter Beck.

## Profil und Zielsetzung
Inspiriert von der Kölner Stunksitzung, beschloss ein Kreis Interessierter um Günter Beck und Birgit Schütz, auch in Mainz eine Fastnachtskultur zu etablieren, die als Alternative zur damals als frauenfeindlich und konservativ wahrgenommenen Unterströmung der etablierten Fastnacht zu verstehen war. Sowohl die etablierten Vereine als auch die Politik auf allen Ebenen sollte frech und ohne Rücksicht auf Tabubrüche aufs Korn genommen werden.
Zu den Unterscheidungskriterien zu etablierten Vereinen gehören das Primat basisdemokratischer Entscheidungen; der Verzicht auf einen Elferrat und den Narrhallamarsch; die Verwendung einer Mülltonne als Rednerpult anstelle einer traditionellen Bütt; der Verzicht auf den Helau-Ruf und die Verweigerung einer festen Zugnummer im Rosenmontagsumzug.

## Idiosynkrasien der Drecksäck

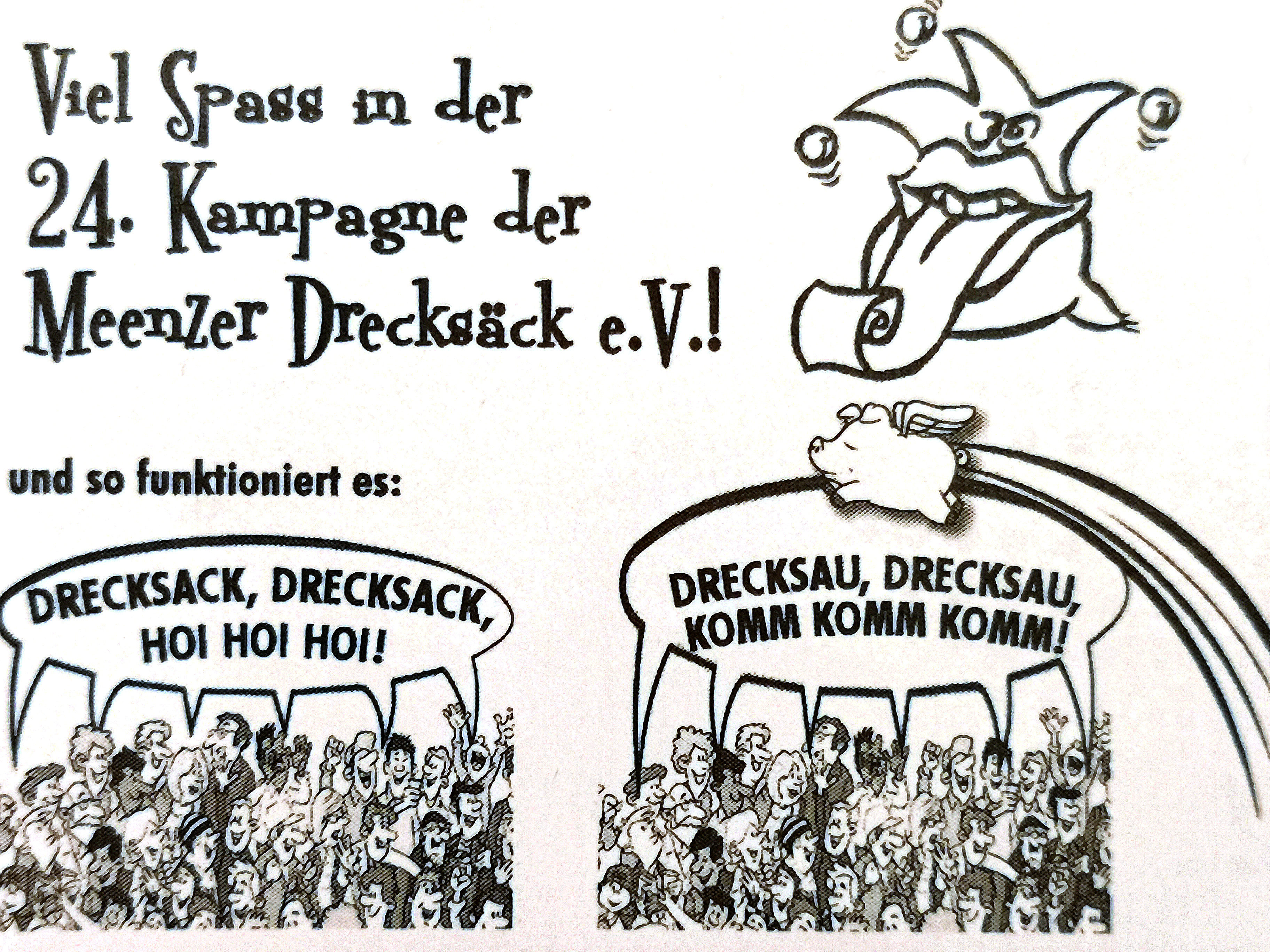

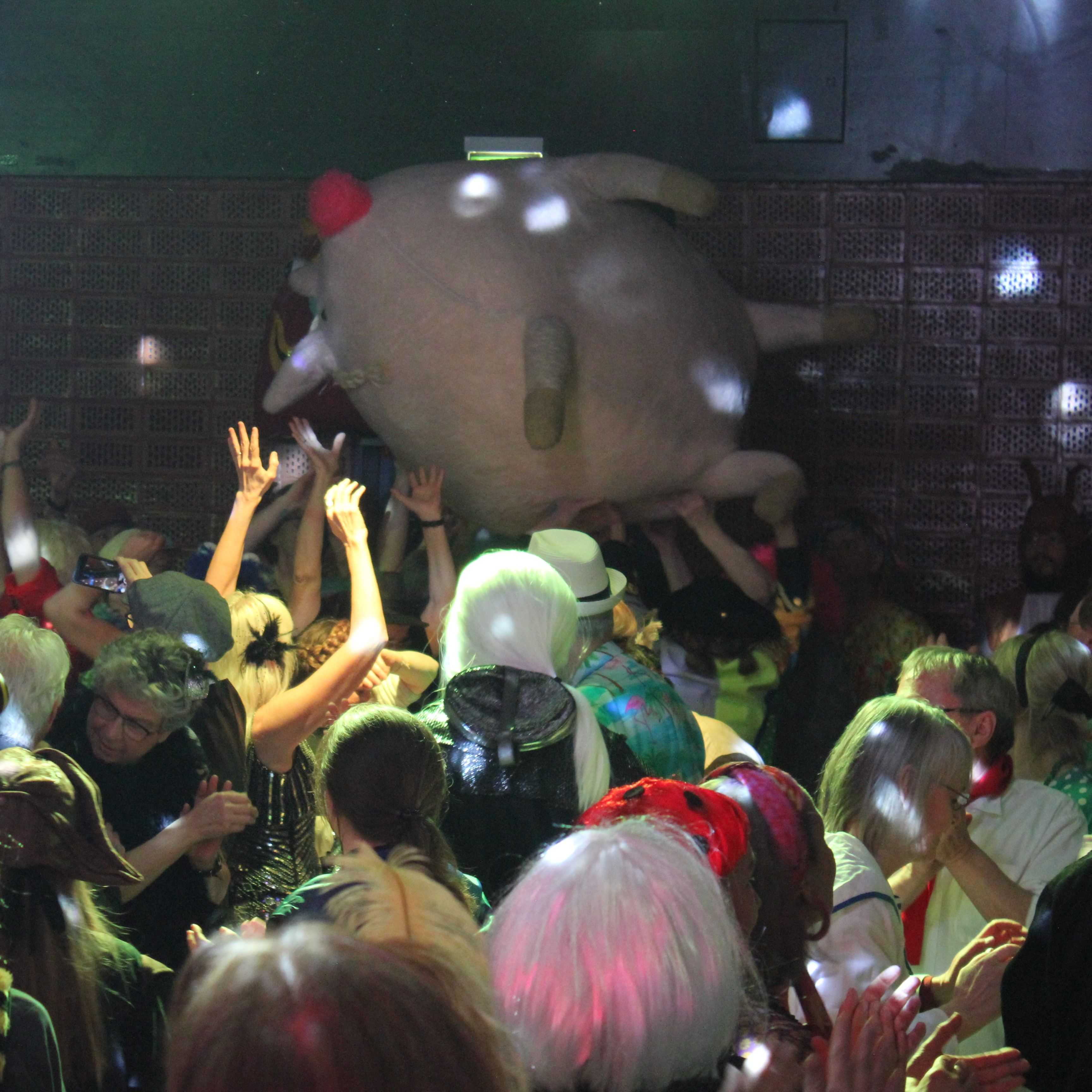
Die Sau fliegt

Anstelle des aus Düsseldorf übernommenen „Helau“-Rufs wird auf den Sitzungen der Drecksäck e.V. vom Publikum „Drecksäck Drecksäck hoi hoi hoi“ intoniert.
Besonders gelungene Programmnummern werden nicht mit dem traditionellen Narrhallamarsch beendet, sondern mit dem Publikumsruf „Drecksau Drecksau komm komm komm“, worauf ein Plüschschwein mit annähernd 1 m Durchmesser ins Publikum geworfen wird und auf den Händen des Publikums durch den Saal wandert. Darin verbirgt sich eine Anspielung auf Pink Floyd, die ein heliumgefülltes Riesenschwein zwischen den Schornsteinen eines Kraftwerks als Coverfoto für das Album Animals fotografierten und auch bei Konzerten dieser Tour ein riesiges Schwein über dem Publikum kreisen ließen.
Anstelle des Elferrats oder eines Sitzungspräsidenten fällt den Gründungsmitgliedern Beck und Schütz die Aufgabe zu, durch das Programm zu führen, häufig mit Hilfe kurzer Sketche. Zu den festen Bestandteilen einer Drecksäck-Sitzung gehört auch der Einsatz audiovisueller Medien; so beginnt jede Sitzung mit einer Filmeinspielung, meist eine Episode der fiktiven „Familie Becker“ mit Beck und Schütz in den Hauptrollen.
Beim traditionellen Rosenmontagszug würde den Drecksäcken als anerkanntem Fastnachtsverein eine feste Zugnummer zustehen. Diese wird verweigert; stattdessen treffen sich die Mitglieder konspirativ, um den Umzug an einer geeigneten Stelle „subversiv zu unterwandern“. Abweichend hiervon waren in der Kampagne 2020 die Drecksäck allerdings mit einem eigenen Wagen vertreten (Zugnummer 87.a).

## Rechtsform
Die Mitglieder des Vereins „Meenzer Drecksäck e. V.“ arbeiten ehrenamtlich ohne Verfolgung eigenwirtschaftlicher Interessen.
Die am 12. Dezember 1995 verabschiedete Vereinssatzung ist immer noch unverändert in Kraft und verpflichtet den Verein auf die Verfolgung gemeinnütziger und mildtätiger Zwecke, insbesondere „durch die Durchführung alternativer Fastnachtsveranstaltungen“.